# علالو
علالو أو علي سلالي (من مواليد 30 مارس عام 1902، والمُتوفى في 18 فبراير 1992) هو كاتب ومخرج مسرحي وممثل جزائري معروف بأب المسرح الجزائري.

## النشأة
وُلد علالو في 3 مارس 1902 في حي قصبة بالجزائر العاصمة.

## السيرة الذاتية
بدأ علالو الذي فقد والده مبكرًا في سن الثالثة عشرة للعمل لإعالة أسرته. عمل في وظائف عدة منها موف في صيدلية وبائع كتب وموف في الترام. تجلى اهتمامه بالتمثيل الفني في وقت مبكر. وبدأ علالو وهو في سن الخامسة عشرة بالتردد على بهو السادات حيث كان يعزف ويغني الأغاني. كان مغنيًا هزليًا ذا رؤية وغريب الأطوار، وأصبح معتادًا على تلك الأماكن. حضر حفلات كارسنتي وعروض جورج أبيض وفرق عز الدين المسرحية المصرية في أوائل العشرينيات. أعطاه هذ الاحتكاك بالمسرح فكرة إنتاج المسرحيات. وهكذا بدأ في إنتاج رسومات تخطيطية تتناول موضوعات مستمدة في المقام الأول من الحياة اليومية: كالزواج والطلاق وإدمان الكحول، حيث تُلاج هذه الموضوعات في المسرحيات التي عُرضت بعد عام 1926. أسفرت علاقاته مع الأوروبيين وخاصة إدمون يافيل، وهو خبير كبير في الموسيقى الكلاسيكية الجزائرية الذي كرس حياته لتطوير هذا الفن، عن تقديره للموسيقى.
تُوفي علالو في 20 فبراير 1992 في الجزائر العاصمة.

## المسرحيات
- جحا (1926).[2]
- زواد بوعقلين (1926).
- ألف ليلة وليلة (1930، 1931).[2]

## فهرس
- سلالي, Ali (2004). فجر المسرح الجزائري (1926-1930) (بشق). عران: دار الغرب. p. 119.{{استشهاد بكتاب}}:  صيانة الاستشهاد: لغة غير مدعومة (link)
- سلالي، علي (1986). من الموسيقى الأندلسية إلى المسرح. باريس: الدولية للخيال nº5.